# Droga wojewódzka 695
Die Droga wojewódzka 695 (DW 695) ist eine sieben Kilometer lange Droga wojewódzka (Woiwodschaftsstraße) in der polnischen Woiwodschaft Masowien, die Kosów Lacki und Ceranów verbindet. Die Strecke liegt im Powiat Sokołowski.

## Streckenverlauf
Woiwodschaft Masowien, Powiat Sokołowski
-  Kosów Lacki (DW 627)
- Olszew
-  Ceranów (DK 63)